# Энгельгардт, Мориц Фёдорович фон
Мориц Фёдорович фон Энгельгардт (нем. Otto Moritz Ludwig von Engelhardt; 1778—1842) — профессор минералогии и геологии Дерптского университета.

## Биография
Родился 27 ноября (8 декабря) 1778 года в Эстляндском имении Энгельгардтов Виизу  (швед.) в Роосна-Аллику.
Среднее образование получил в Домской школе в Ревеле. Находясь под влиянием профессора Риккерса, хотел для изучения минералогии поступить во Фрайбергскую горную академию, но его отец пожелал, чтобы сын изучал юриспруденцию. Исполняя желание отца, в 1796 году он начал учиться в Лейпцигском университете, затем — в Гёттингенском (1797—1798). В 1798 году, вследствие распоряжения императора Павла I, по которому вызывались в Россию все русские подданные, обучавшиеся в иностранных университетах и высших учебных заведениях, был вынужден вернуться в Россию. Два года служил при канцелярии эстляндского дворянства и, выйдя в отставку, отправился в Митаву в качестве представителя эстляндского дворянства в комиссию, которая рассматривала вопрос об учреждении университета в Остзейском крае. Когда император Александр I отменил запрет своего предшественника, в 1802 году Энгельгардт отправился в Германию, Италию, Францию и Швейцарию, но в следующем году, по семейным обстоятельствам, вернулся домой и слушал в Дерптскoм университете лекции Паррота и Шерера по физике и химии. 
Наконец, в 1805 году он отправился во Фрайберг, где изучал минералогию на лекциях Вернера. Совершив несколько поездок с Карлом фон Раумером по Германии и Франции, в 1809 году он вернулся в Россию. В 1811 году он сопровождал Паррота в Крым и на Кавказ. В 1815—1817 гг. занимался геологическим исследованием Лифляндии и Эстляндии, в 1818 году — Финляндии. В 1815 году совет Дерптского университета присудил ему степень доктора honoris causa, а в августе 1820 года он был избран профессором Дерптского университета «по кафедре естественной истории вообще и в особенности минералогии».
Член-корреспондент Императорской академии наук с 31 января 1816 года. Был членом училищной комиссии, членом Дерптского цензурного комитета и деканом философского факультета; основал при Дерптском университете минералогический кабинет. В 1826 году он совершил ряд путешествий в области Урала и Забайкалья, в ходе которых он обнаружил значительные месторождения золота, платины и алмазов, описанные в его докладах, опубликованных в Риге в 1828 и 1830 годах.
В апреле 1841 года по расстроенному здоровью вышел в отставку.
Умер 29 января (10 февраля) 1842 года. Похоронен на дерптском кладбище Раади.
Труды:
- «Zur Geognosie, Darstellungen aus dem Felsgebäude Russlands» (Б., 1820);
- «Die Lagerstätte des Goldes und Platin im Ural-Gebirge» (Рига, 1828);
- «Die Lagerstätte der Diamanten im Ural-Gebirge».

## Семья
Был дважды женат. Его первая жена Мэри Пирсон фон Бальмадис (1778—1803) умерла в возрасте 25 лет; их дочь, Александра Эвелин (1801—1874), была замужем за И. Е. Грюневалдом.
Вторая жена Катарина Элизабет Йоханна фон Мюллер (1785—1868). Их дети: Мария Шарлотта Вильгельмин (1813—1887), Огюст Доротея «Эмма» (1814—1896), Готтард Густав Рудольф (1816—1850), Отто Родерих (1819—1870), Мета Александра (1821—1825), Густав Мориц Константин (1828—1881).